# Brevipalpus tagetinae
Brevipalpus tagetinae är en spindeldjursart som beskrevs av Baker och James P. Tuttle 1987. Brevipalpus tagetinae ingår i släktet Brevipalpus och familjen Tenuipalpidae. Inga underarter finns listade.